# Камила Мендес
Камила Караро Мендес (енгл. Camila Carraro Mendes; Шарлотсвил, 29. јун 1994) америчка је глумица и певачица. Дебитовала је улогом Веронике Лоџ у тинејџерско-драмској серији -а, Ривердејл (2017–данас), за коју је 2017. освојила Награду по избору тинејџера за омиљеног крадљивца сцене. Појавила се као Морган Круз у љубавној комедији The New Romantic (2018); оригиналном филму Netflix-а, Савршени састанак (2019); и критички похваљеној научнофантастичној комедији, Палм Спрингс (2020).

## Рани живот
Камила Мендес је рођена у Шарлотвилу, као ћерка бразилских родитеља. Њен отац, Виктор, извршни је руководилац и мајка, Жизел, стјуардеса. Убрзо након рођења, преселила се у Атланту, а затим назад у Вирџинију, а затим у Орландо. Због очевог посла, а касније и развода родитеља, селила се 16 пута док је одрастала, али је углавном живела на Флориди. Са 10 година живела је у Бразилу годину дана. У мају 2016, Мендес је дипломирала на Тиш школи уметности Универзитета у Њујорку. Док је била тамо, спријатељила се и са певачицом Меги Роџерс.

## Каријера
Први глумачки посао Мендесове био је реклама за IKEA-у. Године 2016, Мендес је добила улогу Веронике Лоџ у тинејџерско-драмској серији -а, Ривердејл, која је део универзума Archie Comics-а. Представљала ју је агенција Carson Kolker Organization, а касније је прешла у Creative Artists Agency. У децембру 2017, појавила се на насловној страни часописа Women's Health, а у фебруару 2018. часописа Cosmopolitan.
Мендес је остварила свој дугометражни деби у филму The New Romantic, чија је премијера била у марту 2018. на фестивалу South by Southwest. Истог месеца, Мендес се придружила глумачкој екипи романтичне комедије Савршени састанак заједно са Лором Марано и Метом Волшом. Филм је објављен 12. априла 2019. на Netflix-у. Године 2019, премијерно је приказан филм Coyote Lake, у којем Мендес игра главну улогу. Године 2020, појавила се у похваљеној научнофантастичној комедији Палм Спрингс, која је премијерно приказана на Филмском фестивалу Санденс и објављена тог јула на Hulu-у. Касније је била предводница трилер филма Netflix-а, Опасне лажи, објављеног исте године.

## Приватни живот
Мендес је рекла да је претрпела дискриминацију у Холивуду и да јој је на аудицији за ликове латиноамеричког порекла речено: „Не изгледаш довољно као Латиноамериканка”. Мендес је бразилска Американка и идентификује се као Латиноамериканка. Говори португалски.
„Заиста ценим како су ове две културе створиле оно што јесам. Ја сам Бразилка у крви, са свом широм породицом Бразилаца, али сам рођена и одрастасла у Сједињеним Државама. Када одем у Бразил, осећам се као Американка, а у Сједињеним Државама увек схватам особине које ме чине Бразилком.”
 – Камила Мендес у интервјуу за People.
Године 2018. Мендес се појавила у споту за Роџерсину песму, „Give a Little”. Касније је изјавила да је током свог боравка на Универзитету у Њујорку била „подвргнута и сексуално злостављана”, што ју је инспирисало да се тетовира изнад ребра, која каже „да изгради дом”.
Мендес је 2013. излазила са фотографом и редитељем, Ијном Воласом, али је раскинула 2017. Мендес је излазила у октобру 2018. са својим колегом из серије Ривердејл, Чарлсом Мелтоном, али је раскинула у децембру 2019. Према E! News Report-у, од јуна 2021, Мелтон и Мендес су поново у вези.

## Филмографија

### Филм
| Година | Српски назив      | Изворни назив | Улога          | Напомене |
| ------ | ----------------- | ------------- | -------------- | -------- |
| 2018.  | Н/Д               |               | МОрган         |          |
| 2019.  | Савршени састанак |               | Шелби Пејс     | филм -а  |
| 2019.  | Н/Д               |               | Естер          |          |
| 2020.  | Палм Спрингс      |               | Тала           |          |
| 2020.  | Опасне лажи       |               | Кејти Френклин | филм -а  |
| 2022.  | Спремне за освету |               | Дреа Торес     | филм -а  |

### Телевизија
| Година    | Српски назив | Изворни назив          | Улога            | Напомене              |
| --------- | ------------ | ---------------------- | ---------------- | --------------------- |
| 2017–2023 | Ривердејл    |                        | Вероника Лоџ     | главна улога          |
| 2017–2023 | Ривердејл    | Хермиона Гомез (млада) | 2. епизоде       |                       |
| 2020.     | Н/Д          |                        | Грејс (глас)     | 1. епизода            |
| 2020.     | Симпсонови   |                        | Теса Роуз (глас) | 1. епизода            |
| 2020.     | Н/Д          |                        | себе             | телевизијски специјал |
| 2020.     | Н/Д          |                        | себе             | веб-серија            |

### Музички спотови
| Година | Назив | Извођач(и)    | Улога     | Реф. |
| ------ | ----- | ------------- | --------- | ---- |
| 2018.  | „”    | Меги Роџер    | плесачица |      |
| 2018.  | „”    | и Емили Ворен | Рајли     |      |

## Награде и номинације
| Година | Награда                     | Категорија                          | Номиновани рад | Резултат   | Реф.          |
| ------ | --------------------------- | ----------------------------------- | -------------- | ---------- | ------------- |
| 2017,  | Награда по избору тинејџера | омиљени крадљивац сцене             | Ривердејл      | Освојено   | [ 4 ]         |
| 2018.  | МТВ филмска награда         | најбољи пољубац (са Кеј Џејем Апом) | Ривердејл      | Номинација | [ 27 ]        |
| 2018.  | Награда по избору публике   | женска ТВ звезда 2018.              | Ривердејл      | Номинација | [ 28 ]        |
| 2018.  | Награда по избору тинејџера | омиљена глумица у драмској серији   | Ривердејл      | Номинација | [ 29 ] [ 30 ] |
| 2018.  | Награда по избору тинејџера | омиљена ТВ веза (са Кеј Џејем Апом) | Ривердејл      | Номинација | [ 29 ] [ 30 ] |
| 2019.  | Награда по избору тинејџера | омиљена глумица у драмској серији   | Ривердејл      | Номинација | [ 31 ]        |